# Fichtwald
Fichtwald è un comune di 599 abitanti del Brandeburgo, in Germania.

Appartiene al circondario dell'Elba-Elster (targa EE) ed è parte della comunità amministrativa (Amt) di Schlieben.

## Storia
Il comune di Fichtwald venne formato il 1º gennaio 2002 dall'unione dei 3 comuni di Hillmersdorf, Naundorf e Stechau, che ne divennero frazioni.

## Geografia antropica

### Suddivisioni amministrative
Il comune di Fichtwald si compone di 3 centri abitati (Ortsteil):
- Hillmersdorf
- Naundorf
- Stechau